# No Meio do Povo
No Meio do Povo é um EP da dupla sertaneja brasileira Guilherme & Benuto, lançado em 27 de outubro de 2022 pela Sony Music. Foi o primeiro álbum a ser produzido por Felipe Arná, compositor e produtor da dupla Hugo & Guilherme e do álbum Ao Quadrado, de Fred & Fabrício.

## Antecedentes
O EP foi extraído das gravações do álbum Deu Rolo In Goiânia, gravado em 18 de maio de 2022, no Laguna Gastrobar, em Goiânia, responsável pelas músicas Haja Colírio, que alcançou a primeira posição do Spotify, e Assunto Delicado, que chegou ao Top 5 da plataforma.

## Informações
O EP contém 8 faixas, sendo todas medleys de regravações de clássicos do sertanejo, forró e alguns outros ritmos. Músicas de Leandro & Leonardo, Jorge & Mateus, Chitãozinho & Xororó, Bruno & Marrone, Eduardo Costa, Cristiano Araújo, Gusttavo Lima, Zezé di Camargo & Luciano, Edson & Hudson, entre outros foram incluídas nas faixas do EP.
“Estamos muito felizes com a recepção dos nossos últimos lançamentos, sempre fomos apaixonados por música, a gente realizou um sonho nosso com o EP, temos muitas músicas cantadas por cantores incríveis, poder homenageá-los de uma certa forma, foi uma grande honra, esperamos que o nosso público aproveite muito esses medleys.”

## Lista de faixas
| N.º            | Título                                                                       | Compositor(es)                                                                                | Artista original                                                   | Duração |  |
| 1.             | "Laço Aberto / Você Não Sabe Amar / Fricote"                                 | Alexandre / Darci Rossi / Serginho Sol Carlos Randall / Danimar Leandro Lehart                | Ataíde e Alexandre Chico Rey & Paraná Art Popular                  | 4:22    |  |
| 2.             | "Dou A Vida Por Um Beijo / Esqueça Que Eu Te Amo / Cada Volta É Um Recomeço" | Antonio Luiz / Cecílio Nena / Lalo Prado Edson / Flavinho Nenéo / Paulo Sérgio Valle          | Zezé Di Camargo & Luciano Edson & Hudson Zezé Di Camargo & Luciano | 5:00    |  |
| 3.             | "Amor Não É Jogo de Azar / Cigana / Página de Amigos"                        | Bruno / Felipe / Elias Muniz Juno / Mauricio Gasperini / Rick Ferreira Rick / Alexandre       | Bruno & Marrone Hugo Pena & Gabriel Chitãozinho & Xororó           | 4:46    |  |
| 4.             | "Deixaria Tudo (Dejaría Todo) / Programa de Fim de Semana / Ela É Demais"    | Estéfano Salgado / versão: Lucas Robles Nildomar Dantas / Ivan Medeiros Muniz                 | Leonardo Bruno & Marrone Rick & Renner                             | 4:41    |  |
| 5.             | "Horizonte Azul / Pergunta Boba"                                             | Mont'Alve / Sant'Anna / J. A. Longo Nuto Artioli                                              | Lucas & Luan Jorge & Mateus                                        | 3:48    |  |
| 6.             | "Pense em Mim / Efeitos"                                                     | Conrado Davilla / Bernardo Cristiano Araújo / Raynner Sousa / D'Stefany Lima / Vitor Leonardo | Cheiro de Amor Cristiano Araújo                                    | 3:20    |  |
| 7.             | "Nos Bares da Cidade / Morro de Saudade / Xote dos Milagres"                 | Rick Zé Henrique Tato                                                                         | Rick & Renner Zé Henrique & Gabriel Falamansa                      | 4:55    |  |
| 8.             | "Pode Ir Embora / Amantes / Agora Vai"                                       | Waléria Leão / Jonathan Marcelo / Paulo Sérgio Valle Bruno / Felipe                           | Bruno & Marrone Ara Ketu Bruno & Marrone                           | 5:12    |  |
| Duração total: | Duração total:                                                               | Duração total:                                                                                | Duração total:                                                     | 36:04   |  |